# Udren Zom
Der Udren Zom ist ein Berg im Hindukusch.

## Lage
Der 7140 m (nach anderen Quellen 7131 m oder 7108 m oder 7080 m) hohe Nordgipfel des Udren Zom befindet sich südlich des Bergkamms, der die Grenze zwischen der südlich gelegenen pakistanischen Provinz Khyber Pakhtunkhwa und der afghanischen Provinz Badachschan im Norden bildet.
Der Nordgipfel des Udren Zom gehört zu den höchsten Gipfeln des Hindukusch.

## Besteigungsgeschichte
Die Erstbesteigung des Nordgipfels gelang am 19. August 1964 durch die beiden Österreicher Gerald Gruber und Rudolf Pischinger über die Nordwand. Am 22. August erreichte Horst Schindelbacher den Gipfel.
Der 7080 m hohe Mittelgipfel wurde im Jahr 1977 erstbestiegen.
Noch weiter südlich liegt der 7050 m hohe Südgipfel. Die Erstbesteigung des Südgipfels fand im Jahr 1967 statt. 
Der 7083 m hohe Kohe Shakawr befindet sich 2 km nördlich vom Nordgipfel und ist mit diesem durch einen 6360 m hoch gelegenen Sattel verbunden.